# Romandiet Rundt 2021
Romandiet Rundt 2021 var den 74. udgave af det schweiziske etapeløb Romandiet Rundt. Cykelløbets prolog og fem etaper havde en samlet længde på omkring 680 km med godt 12.000 højdemeter, og blev kørt i Romandiet fra 27. april med start i Oron til 2. maj 2021 med mål i Fribourg. Løbet var syttende arrangement på UCI World Tour 2021. Den oprindelige 74. udgave blev i 2020 aflyst på grund af coronaviruspandemien.

## Etaperne
| Etape    | Dato     | Start – Mål                 | type              | Afstand (km) | Elevation (m) | Etapevinder     | Førende rytter |
| -------- | -------- | --------------------------- | ----------------- | ------------ | ------------- | --------------- | -------------- |
| Prolog   | 27. apr. | Oron – Oron                 | prolog            | 4,05         | 82 m          | Rohan Dennis    | Rohan Dennis   |
| 1. etape | 28. apr. | Aigle – Martigny            | kuperet etape     | 168,1        | 1.979 m       | Peter Sagan     | Rohan Dennis   |
| 2. etape | 29. apr. | La Neuveville – Saint-Imier | middel bjergetape | 165,7        | 3.305 m       | Sonny Colbrelli | Rohan Dennis   |
| 3. etape | 30. apr. | Estavayer – Estavayer       | kuperet etape     | 168,7        | 1.973 m       | Marc Soler      | Marc Soler     |
| 4. etape | 1. maj   | Sion – Thyon                | bjergetape        | 161,3        | 4.328 m       | Michael Woods   | Michael Woods  |
| 5. etape | 2. maj   | Fribourg – Fribourg         | enkeltstart       | 16,19        | 338 m         | Rémi Cavagna    | Geraint Thomas |

### Prolog
| Oron - Oron | prolog | (4,05 km) |

| \| Etaperesultat \| Etaperesultat \| Etaperesultat \| Etaperesultat \| Etaperesultat \| \| Rytter \| Rytter \| Hold \| Tid \| \| \| ------------- \| ---------------- \| --------------------- \| ------------- \| ------------- \| \| 1. \| Rohan Dennis \| Ineos Grenadiers \| 5' 26" \| \| \| 2. \| Geraint Thomas \| Ineos Grenadiers \| + 9" \| \| \| 3. \| Richie Porte \| Ineos Grenadiers \| + 9" \| \| \| 4. \| Rémi Cavagna \| Deceuninck-Quick Step \| + 11" \| \| \| 5. \| Stefan Bissegger \| EF Education-Nippo \| + 11" \| \| \| 6. \| Jan Tratnik \| Bahrain Victorious \| + 13" \| \| \| 7. \| Jesús Herrada \| Cofidis \| + 14" \| \| \| 8. \| Marc Hirschi \| UAE Team Emirates \| + 15" \| \| \| 9. \| Filippo Ganna \| Ineos Grenadiers \| + 15" \| \| \| 10. \| Mattia Cattaneo \| Deceuninck-Quick Step \| + 15" \| \| |                  |                       |        |
| |                  |                       |        |
| Kilde: ProCyclingStats |                  |                       |        |
| Etaperesultat |                  |                       |        |
| Rytter | Rytter           | Hold                  | Tid    |
| 1. | Rohan Dennis     | Ineos Grenadiers      | 5' 26" |
| 2. | Geraint Thomas   | Ineos Grenadiers      | + 9"   |
| 3. | Richie Porte     | Ineos Grenadiers      | + 9"   |
| 4. | Rémi Cavagna     | Deceuninck-Quick Step | + 11"  |
| 5. | Stefan Bissegger | EF Education-Nippo    | + 11"  |
| 6. | Jan Tratnik      | Bahrain Victorious    | + 13"  |
| 7. | Jesús Herrada    | Cofidis               | + 14"  |
| 8. | Marc Hirschi     | UAE Team Emirates     | + 15"  |
| 9. | Filippo Ganna    | Ineos Grenadiers      | + 15"  |
| 10. | Mattia Cattaneo  | Deceuninck-Quick Step | + 15"  |

| \| Samlede stilling \| Samlede stilling \| Samlede stilling \| Samlede stilling \| Samlede stilling \| \| Rytter \| Rytter \| Hold \| Tid \| \| \| ---------------- \| ---------------- \| --------------------- \| ---------------- \| ---------------- \| \| 1. \| Rohan Dennis \| Ineos Grenadiers \| 5' 26" \| \| \| 2. \| Geraint Thomas \| Ineos Grenadiers \| + 9" \| \| \| 3. \| Richie Porte \| Ineos Grenadiers \| + 9" \| \| \| 4. \| Rémi Cavagna \| Deceuninck-Quick Step \| + 11" \| \| \| 5. \| Stefan Bissegger \| EF Education-Nippo \| + 11" \| \| \| 6. \| Jan Tratnik \| Bahrain Victorious \| + 13" \| \| \| 7. \| Jesús Herrada \| Cofidis \| + 14" \| \| \| 8. \| Marc Hirschi \| UAE Team Emirates \| + 15" \| \| \| 9. \| Filippo Ganna \| Ineos Grenadiers \| + 15" \| \| \| 10. \| Mattia Cattaneo \| Deceuninck-Quick Step \| + 15" \| \| |                  |                       |        |
| |                  |                       |        |
| Kilde: ProCyclingStats |                  |                       |        |
| Samlede stilling |                  |                       |        |
| Rytter | Rytter           | Hold                  | Tid    |
| 1. | Rohan Dennis     | Ineos Grenadiers      | 5' 26" |
| 2. | Geraint Thomas   | Ineos Grenadiers      | + 9"   |
| 3. | Richie Porte     | Ineos Grenadiers      | + 9"   |
| 4. | Rémi Cavagna     | Deceuninck-Quick Step | + 11"  |
| 5. | Stefan Bissegger | EF Education-Nippo    | + 11"  |
| 6. | Jan Tratnik      | Bahrain Victorious    | + 13"  |
| 7. | Jesús Herrada    | Cofidis               | + 14"  |
| 8. | Marc Hirschi     | UAE Team Emirates     | + 15"  |
| 9. | Filippo Ganna    | Ineos Grenadiers      | + 15"  |
| 10. | Mattia Cattaneo  | Deceuninck-Quick Step | + 15"  |

### 1. etape
| Aigle - Martigny | kuperet etape | (168,1 km) |

| \| Etaperesultat \| Etaperesultat \| Etaperesultat \| Etaperesultat \| Etaperesultat \| \| Rytter \| Rytter \| Hold \| Tid \| \| \| ------------- \| ----------------- \| ---------------------------------- \| ------------- \| ------------- \| \| 1. \| Peter Sagan \| Bora-Hansgrohe \| 4t 12' 40" \| \| \| 2. \| Sonny Colbrelli \| Bahrain Victorious \| + 0" \| \| \| 3. \| Patrick Bevin \| Israel Start-Up Nation \| + 0" \| \| \| 4. \| Andrea Pasqualon \| Intermarché-Wanty-Gobert Matériaux \| + 0" \| \| \| 5. \| Alessandro Covi \| UAE Team Emirates \| + 0" \| \| \| 6. \| Magnus Cort \| EF Education-Nippo \| + 0" \| \| \| 7. \| Dion Smith \| BikeExchange \| + 0" \| \| \| 8. \| Clément Venturini \| AG2R Citroën Team \| + 0" \| \| \| 9. \| Mattia Cattaneo \| Deceuninck-Quick Step \| + 0" \| \| \| 10. \| Jacopo Mosca \| Trek-Segafredo \| + 0" \| \| |                   |                                    |            |
| |                   |                                    |            |
| Kilde: ProCyclingStats |                   |                                    |            |
| Etaperesultat |                   |                                    |            |
| Rytter | Rytter            | Hold                               | Tid        |
| 1. | Peter Sagan       | Bora-Hansgrohe                     | 4t 12' 40" |
| 2. | Sonny Colbrelli   | Bahrain Victorious                 | + 0"       |
| 3. | Patrick Bevin     | Israel Start-Up Nation             | + 0"       |
| 4. | Andrea Pasqualon  | Intermarché-Wanty-Gobert Matériaux | + 0"       |
| 5. | Alessandro Covi   | UAE Team Emirates                  | + 0"       |
| 6. | Magnus Cort       | EF Education-Nippo                 | + 0"       |
| 7. | Dion Smith        | BikeExchange                       | + 0"       |
| 8. | Clément Venturini | AG2R Citroën Team                  | + 0"       |
| 9. | Mattia Cattaneo   | Deceuninck-Quick Step              | + 0"       |
| 10. | Jacopo Mosca      | Trek-Segafredo                     | + 0"       |

| \| Samlede stilling \| Samlede stilling \| Samlede stilling \| Samlede stilling \| Samlede stilling \| \| Rytter \| Rytter \| Hold \| Tid \| \| \| ---------------- \| ---------------- \| ---------------------- \| ---------------- \| ---------------- \| \| 1. \| Rohan Dennis \| Ineos Grenadiers \| 4t 18' 06" \| \| \| 2. \| Geraint Thomas \| Ineos Grenadiers \| + 9" \| \| \| 3. \| Richie Porte \| Ineos Grenadiers \| + 9" \| \| \| 4. \| Rémi Cavagna \| Deceuninck-Quick Step \| + 11" \| \| \| 5. \| Peter Sagan \| Bora-Hansgrohe \| + 12" \| \| \| 6. \| Jan Tratnik \| Bahrain Victorious \| + 13" \| \| \| 7. \| Patrick Bevin \| Israel Start-Up Nation \| + 14" \| \| \| 8. \| Jesús Herrada \| Cofidis \| + 14" \| \| \| 9. \| Marc Hirschi \| UAE Team Emirates \| + 15" \| \| \| 10. \| Mattia Cattaneo \| Deceuninck-Quick Step \| + 15" \| \| |                 |                        |            |
| |                 |                        |            |
| Kilde: ProCyclingStats |                 |                        |            |
| Samlede stilling |                 |                        |            |
| Rytter | Rytter          | Hold                   | Tid        |
| 1. | Rohan Dennis    | Ineos Grenadiers       | 4t 18' 06" |
| 2. | Geraint Thomas  | Ineos Grenadiers       | + 9"       |
| 3. | Richie Porte    | Ineos Grenadiers       | + 9"       |
| 4. | Rémi Cavagna    | Deceuninck-Quick Step  | + 11"      |
| 5. | Peter Sagan     | Bora-Hansgrohe         | + 12"      |
| 6. | Jan Tratnik     | Bahrain Victorious     | + 13"      |
| 7. | Patrick Bevin   | Israel Start-Up Nation | + 14"      |
| 8. | Jesús Herrada   | Cofidis                | + 14"      |
| 9. | Marc Hirschi    | UAE Team Emirates      | + 15"      |
| 10. | Mattia Cattaneo | Deceuninck-Quick Step  | + 15"      |

### 2. etape
| La Neuveville - Saint-Imier | middel bjergetape | (165,7 km) |

| \| Etaperesultat \| Etaperesultat \| Etaperesultat \| Etaperesultat \| Etaperesultat \| \| Rytter \| Rytter \| Hold \| Tid \| \| \| ------------- \| ------------------- \| ---------------------- \| ------------- \| ------------- \| \| 1. \| Sonny Colbrelli \| Bahrain Victorious \| 4t 21' 42" \| \| \| 2. \| Patrick Bevin \| Israel Start-Up Nation \| + 0" \| \| \| 3. \| Marc Hirschi \| UAE Team Emirates \| + 0" \| \| \| 4. \| Clément Champoussin \| AG2R Citroën Team \| + 0" \| \| \| 5. \| Diego Ulissi \| UAE Team Emirates \| + 0" \| \| \| 6. \| Wilco Kelderman \| Bora-Hansgrohe \| + 0" \| \| \| 7. \| Ilan Van Wilder \| Team DSM \| + 0" \| \| \| 8. \| Fausto Masnada \| Deceuninck-Quick Step \| + 0" \| \| \| 9. \| Rui Costa \| UAE Team Emirates \| + 0" \| \| \| 10. \| Marc Soler \| Movistar Team \| + 0" \| \| |                     |                        |            |
| |                     |                        |            |
| Kilde: ProCyclingStats |                     |                        |            |
| Etaperesultat |                     |                        |            |
| Rytter | Rytter              | Hold                   | Tid        |
| 1. | Sonny Colbrelli     | Bahrain Victorious     | 4t 21' 42" |
| 2. | Patrick Bevin       | Israel Start-Up Nation | + 0"       |
| 3. | Marc Hirschi        | UAE Team Emirates      | + 0"       |
| 4. | Clément Champoussin | AG2R Citroën Team      | + 0"       |
| 5. | Diego Ulissi        | UAE Team Emirates      | + 0"       |
| 6. | Wilco Kelderman     | Bora-Hansgrohe         | + 0"       |
| 7. | Ilan Van Wilder     | Team DSM               | + 0"       |
| 8. | Fausto Masnada      | Deceuninck-Quick Step  | + 0"       |
| 9. | Rui Costa           | UAE Team Emirates      | + 0"       |
| 10. | Marc Soler          | Movistar Team          | + 0"       |

| \| Samlede stilling \| Samlede stilling \| Samlede stilling \| Samlede stilling \| Samlede stilling \| \| Rytter \| Rytter \| Hold \| Tid \| \| \| ---------------- \| ---------------- \| ---------------------- \| ---------------- \| ---------------- \| \| 1. \| Rohan Dennis \| Ineos Grenadiers \| 8t 39' 48" \| \| \| 2. \| Patrick Bevin \| Israel Start-Up Nation \| + 8" \| \| \| 3. \| Geraint Thomas \| Ineos Grenadiers \| + 9" \| \| \| 4. \| Richie Porte \| Ineos Grenadiers \| + 9" \| \| \| 5. \| Sonny Colbrelli \| Bahrain Victorious \| + 9" \| \| \| 6. \| Marc Hirschi \| UAE Team Emirates \| + 11" \| \| \| 7. \| Jesús Herrada \| Cofidis \| + 14" \| \| \| 8. \| Mattia Cattaneo \| Deceuninck-Quick Step \| + 15" \| \| \| 9. \| Wilco Kelderman \| Bora-Hansgrohe \| + 16" \| \| \| 10. \| Ilan Van Wilder \| Team DSM \| + 16" \| \| |                 |                        |            |
| |                 |                        |            |
| Kilde: ProCyclingStats |                 |                        |            |
| Samlede stilling |                 |                        |            |
| Rytter | Rytter          | Hold                   | Tid        |
| 1. | Rohan Dennis    | Ineos Grenadiers       | 8t 39' 48" |
| 2. | Patrick Bevin   | Israel Start-Up Nation | + 8"       |
| 3. | Geraint Thomas  | Ineos Grenadiers       | + 9"       |
| 4. | Richie Porte    | Ineos Grenadiers       | + 9"       |
| 5. | Sonny Colbrelli | Bahrain Victorious     | + 9"       |
| 6. | Marc Hirschi    | UAE Team Emirates      | + 11"      |
| 7. | Jesús Herrada   | Cofidis                | + 14"      |
| 8. | Mattia Cattaneo | Deceuninck-Quick Step  | + 15"      |
| 9. | Wilco Kelderman | Bora-Hansgrohe         | + 16"      |
| 10. | Ilan Van Wilder | Team DSM               | + 16"      |

### 3. etape
| Estavayer - Estavayer | kuperet etape | (168,7 km) |

| \| Etaperesultat \| Etaperesultat \| Etaperesultat \| Etaperesultat \| Etaperesultat \| \| Rytter \| Rytter \| Hold \| Tid \| \| \| ------------- \| --------------- \| ------------------- \| ------------- \| ------------- \| \| 1. \| Marc Soler \| Movistar Team \| 3t 58' 35" \| \| \| 2. \| Magnus Cort \| EF Education-Nippo \| + 22" \| \| \| 3. \| Peter Sagan \| Bora-Hansgrohe \| + 22" \| \| \| 4. \| Sonny Colbrelli \| Bahrain Victorious \| + 22" \| \| \| 5. \| Gorka Izagirre \| Astana-Premier Tech \| + 22" \| \| \| 6. \| Diego Ulissi \| UAE Team Emirates \| + 22" \| \| \| 7. \| Ilan Van Wilder \| Team DSM \| + 22" \| \| \| 8. \| Sepp Kuss \| Jumbo-Visma \| + 22" \| \| \| 9. \| Jon Izagirre \| Astana-Premier Tech \| + 22" \| \| \| 10. \| Rui Costa \| UAE Team Emirates \| + 22" \| \| |                 |                     |            |
| |                 |                     |            |
| Kilde: ProCyclingStats |                 |                     |            |
| Etaperesultat |                 |                     |            |
| Rytter | Rytter          | Hold                | Tid        |
| 1. | Marc Soler      | Movistar Team       | 3t 58' 35" |
| 2. | Magnus Cort     | EF Education-Nippo  | + 22"      |
| 3. | Peter Sagan     | Bora-Hansgrohe      | + 22"      |
| 4. | Sonny Colbrelli | Bahrain Victorious  | + 22"      |
| 5. | Gorka Izagirre  | Astana-Premier Tech | + 22"      |
| 6. | Diego Ulissi    | UAE Team Emirates   | + 22"      |
| 7. | Ilan Van Wilder | Team DSM            | + 22"      |
| 8. | Sepp Kuss       | Jumbo-Visma         | + 22"      |
| 9. | Jon Izagirre    | Astana-Premier Tech | + 22"      |
| 10. | Rui Costa       | UAE Team Emirates   | + 22"      |

| \| Samlede stilling \| Samlede stilling \| Samlede stilling \| Samlede stilling \| Samlede stilling \| \| Rytter \| Rytter \| Hold \| Tid \| \| \| ---------------- \| ---------------- \| --------------------- \| ---------------- \| ---------------- \| \| 1. \| Marc Soler \| Movistar Team \| 12t 38' 40" \| \| \| 2. \| Geraint Thomas \| Ineos Grenadiers \| + 14" \| \| \| 3. \| Richie Porte \| Ineos Grenadiers \| + 14" \| \| \| 4. \| Sonny Colbrelli \| Bahrain Victorious \| + 14" \| \| \| 5. \| Marc Hirschi \| UAE Team Emirates \| + 16" \| \| \| 6. \| Mattia Cattaneo \| Deceuninck-Quick Step \| + 20" \| \| \| 7. \| Wilco Kelderman \| Bora-Hansgrohe \| + 21" \| \| \| 8. \| Ilan Van Wilder \| Team DSM \| + 21" \| \| \| 9. \| Sepp Kuss \| Jumbo-Visma \| + 21" \| \| \| 10. \| Rui Costa \| UAE Team Emirates \| + 24" \| \| |                 |                       |             |
| |                 |                       |             |
| Kilde: ProCyclingStats |                 |                       |             |
| Samlede stilling |                 |                       |             |
| Rytter | Rytter          | Hold                  | Tid         |
| 1. | Marc Soler      | Movistar Team         | 12t 38' 40" |
| 2. | Geraint Thomas  | Ineos Grenadiers      | + 14"       |
| 3. | Richie Porte    | Ineos Grenadiers      | + 14"       |
| 4. | Sonny Colbrelli | Bahrain Victorious    | + 14"       |
| 5. | Marc Hirschi    | UAE Team Emirates     | + 16"       |
| 6. | Mattia Cattaneo | Deceuninck-Quick Step | + 20"       |
| 7. | Wilco Kelderman | Bora-Hansgrohe        | + 21"       |
| 8. | Ilan Van Wilder | Team DSM              | + 21"       |
| 9. | Sepp Kuss       | Jumbo-Visma           | + 21"       |
| 10. | Rui Costa       | UAE Team Emirates     | + 24"       |

### 4. etape
| Sion - Thyon | bjergetape | (161,3 km) |

| \| Etaperesultat \| Etaperesultat \| Etaperesultat \| Etaperesultat \| Etaperesultat \| \| Rytter \| Rytter \| Hold \| Tid \| \| \| ------------- \| --------------- \| ---------------------- \| ------------- \| ------------- \| \| 1. \| Michael Woods \| Israel Start-Up Nation \| 4t 58' 35" \| \| \| 2. \| Ben O'Connor \| AG2R Citroën Team \| + 17" \| \| \| 3. \| Geraint Thomas \| Ineos Grenadiers \| + 21" \| \| \| 4. \| Lucas Hamilton \| BikeExchange \| + 34" \| \| \| 5. \| Fausto Masnada \| Deceuninck-Quick Step \| + 37" \| \| \| 6. \| Richie Porte \| Ineos Grenadiers \| + 42" \| \| \| 7. \| Jon Izagirre \| Astana-Premier Tech \| + 42" \| \| \| 8. \| Damiano Caruso \| Bahrain Victorious \| + 52" \| \| \| 9. \| Marc Soler \| Movistar Team \| + 53" \| \| \| 10. \| Thymen Arensman \| Team DSM \| + 1' 57" \| \| |                 |                        |            |
| |                 |                        |            |
| Kilde: ProCyclingStats |                 |                        |            |
| Etaperesultat |                 |                        |            |
| Rytter | Rytter          | Hold                   | Tid        |
| 1. | Michael Woods   | Israel Start-Up Nation | 4t 58' 35" |
| 2. | Ben O'Connor    | AG2R Citroën Team      | + 17"      |
| 3. | Geraint Thomas  | Ineos Grenadiers       | + 21"      |
| 4. | Lucas Hamilton  | BikeExchange           | + 34"      |
| 5. | Fausto Masnada  | Deceuninck-Quick Step  | + 37"      |
| 6. | Richie Porte    | Ineos Grenadiers       | + 42"      |
| 7. | Jon Izagirre    | Astana-Premier Tech    | + 42"      |
| 8. | Damiano Caruso  | Bahrain Victorious     | + 52"      |
| 9. | Marc Soler      | Movistar Team          | + 53"      |
| 10. | Thymen Arensman | Team DSM               | + 1' 57"   |

| \| Samlede stilling \| Samlede stilling \| Samlede stilling \| Samlede stilling \| Samlede stilling \| \| Rytter \| Rytter \| Hold \| Tid \| \| \| ---------------- \| ---------------- \| ---------------------- \| ---------------- \| ---------------- \| \| 1. \| Michael Woods \| Israel Start-Up Nation \| 17t 37' 35" \| \| \| 2. \| Geraint Thomas \| Ineos Grenadiers \| + 11" \| \| \| 3. \| Ben O'Connor \| AG2R Citroën Team \| + 21" \| \| \| 4. \| Marc Soler \| Movistar Team \| + 33" \| \| \| 5. \| Richie Porte \| Ineos Grenadiers \| + 36" \| \| \| 6. \| Fausto Masnada \| Deceuninck-Quick Step \| + 45" \| \| \| 7. \| Jon Izagirre \| Astana-Premier Tech \| + 48" \| \| \| 8. \| Lucas Hamilton \| BikeExchange \| + 49" \| \| \| 9. \| Damiano Caruso \| Bahrain Victorious \| + 1' 04" \| \| \| 10. \| Wilco Kelderman \| Bora-Hansgrohe \| + 1' 58" \| \| |                 |                        |             |
| |                 |                        |             |
| Kilde: ProCyclingStats |                 |                        |             |
| Samlede stilling |                 |                        |             |
| Rytter | Rytter          | Hold                   | Tid         |
| 1. | Michael Woods   | Israel Start-Up Nation | 17t 37' 35" |
| 2. | Geraint Thomas  | Ineos Grenadiers       | + 11"       |
| 3. | Ben O'Connor    | AG2R Citroën Team      | + 21"       |
| 4. | Marc Soler      | Movistar Team          | + 33"       |
| 5. | Richie Porte    | Ineos Grenadiers       | + 36"       |
| 6. | Fausto Masnada  | Deceuninck-Quick Step  | + 45"       |
| 7. | Jon Izagirre    | Astana-Premier Tech    | + 48"       |
| 8. | Lucas Hamilton  | BikeExchange           | + 49"       |
| 9. | Damiano Caruso  | Bahrain Victorious     | + 1' 04"    |
| 10. | Wilco Kelderman | Bora-Hansgrohe         | + 1' 58"    |

### 5. etape
| Fribourg - Fribourg | enkeltstart | (16,19 km) |

| \| Etaperesultat \| Etaperesultat \| Etaperesultat \| Etaperesultat \| Etaperesultat \| \| Rytter \| Rytter \| Hold \| Tid \| \| \| ------------- \| ---------------- \| --------------------- \| ------------- \| ------------- \| \| 1. \| Rémi Cavagna \| Deceuninck-Quick Step \| 21' 54" \| \| \| 2. \| Stefan Bissegger \| EF Education-Nippo \| + 6" \| \| \| 3. \| Geraint Thomas \| Ineos Grenadiers \| + 17" \| \| \| 4. \| Ilan Van Wilder \| Team DSM \| + 18" \| \| \| 5. \| Richie Porte \| Ineos Grenadiers \| + 20" \| \| \| 6. \| Fausto Masnada \| Deceuninck-Quick Step \| + 21" \| \| \| 7. \| Mattia Cattaneo \| Deceuninck-Quick Step \| + 29" \| \| \| 8. \| Marc Soler \| Movistar Team \| + 34" \| \| \| 9. \| Rohan Dennis \| Ineos Grenadiers \| + 35" \| \| \| 10. \| Filippo Ganna \| Ineos Grenadiers \| + 37" \| \| |                  |                       |         |
| |                  |                       |         |
| Kilde: ProCyclingStats |                  |                       |         |
| Etaperesultat |                  |                       |         |
| Rytter | Rytter           | Hold                  | Tid     |
| 1. | Rémi Cavagna     | Deceuninck-Quick Step | 21' 54" |
| 2. | Stefan Bissegger | EF Education-Nippo    | + 6"    |
| 3. | Geraint Thomas   | Ineos Grenadiers      | + 17"   |
| 4. | Ilan Van Wilder  | Team DSM              | + 18"   |
| 5. | Richie Porte     | Ineos Grenadiers      | + 20"   |
| 6. | Fausto Masnada   | Deceuninck-Quick Step | + 21"   |
| 7. | Mattia Cattaneo  | Deceuninck-Quick Step | + 29"   |
| 8. | Marc Soler       | Movistar Team         | + 34"   |
| 9. | Rohan Dennis     | Ineos Grenadiers      | + 35"   |
| 10. | Filippo Ganna    | Ineos Grenadiers      | + 37"   |

## Trøjernes fordeling gennem løbet
| Etape  | Vinder          | Førertrøje ·   | Pointtrøje ·    | Bjergtrøje ·  | Ungdomstrøje ·   | Holdkonkurrence · | Angrebsivrige rytter · |
| ------ | --------------- | -------------- | --------------- | ------------- | ---------------- | ----------------- | ---------------------- |
| P      | Rohan Dennis    | Rohan Dennis   | Rohan Dennis    | Ikke uddelt   | Stefan Bissegger | Ineos Grenadiers  | Ikke uddelt            |
| 1      | Peter Sagan     | Rohan Dennis   | Peter Sagan     | Joel Suter    | Marc Hirschi     | Ineos Grenadiers  | Joel Suter             |
| 2      | Sonny Colbrelli | Rohan Dennis   | Sonny Colbrelli | Joel Suter    | Marc Hirschi     | Ineos Grenadiers  | Rein Taaramäe          |
| 3      | Marc Soler      | Marc Soler     | Sonny Colbrelli | Joel Suter    | Marc Hirschi     | UAE Team Emirates | Stefan Küng            |
| 4      | Michael Woods   | Michael Woods  | Sonny Colbrelli | Kobe Goossens | Thymen Arensman  | Ineos Grenadiers  | Magnus Cort            |
| 5      | Rémi Cavagna    | Geraint Thomas | Sonny Colbrelli | Kobe Goossens | Thymen Arensman  | Ineos Grenadiers  | Ikke uddelt            |
| Samlet | Samlet          | Geraint Thomas | Sonny Colbrelli | Kobe Goossens | Thymen Arensman  | Ineos Grenadiers  | Ikke uddelt            |

## Resultater

### Samlede stilling
| \| Samlede stilling \| Samlede stilling \| Samlede stilling \| Samlede stilling \| Samlede stilling \| \| Rytter \| Rytter \| Hold \| Tid \| \| \| ---------------- \| ---------------- \| ---------------------- \| ---------------- \| ---------------- \| \| 1. \| Geraint Thomas \| Ineos Grenadiers \| 17t 59' 57" \| \| \| 2. \| Richie Porte \| Ineos Grenadiers \| + 28" \| \| \| 3. \| Fausto Masnada \| Deceuninck-Quick Step \| + 38" \| \| \| 4. \| Marc Soler \| Movistar Team \| + 39" \| \| \| 5. \| Michael Woods \| Israel Start-Up Nation \| + 43" \| \| \| 6. \| Ben O'Connor \| AG2R Citroën Team \| + 45" \| \| \| 7. \| Jon Izagirre \| Astana-Premier Tech \| + 1' 08" \| \| \| 8. \| Lucas Hamilton \| BikeExchange \| + 1' 22" \| \| \| 9. \| Damiano Caruso \| Bahrain Victorious \| + 1' 30" \| \| \| 10. \| Wilco Kelderman \| Bora-Hansgrohe \| + 2' 20" \| \| |                 |                        |             |
| |                 |                        |             |
| Kilde: ProCyclingStats |                 |                        |             |
| Samlede stilling |                 |                        |             |
| Rytter | Rytter          | Hold                   | Tid         |
| 1. | Geraint Thomas  | Ineos Grenadiers       | 17t 59' 57" |
| 2. | Richie Porte    | Ineos Grenadiers       | + 28"       |
| 3. | Fausto Masnada  | Deceuninck-Quick Step  | + 38"       |
| 4. | Marc Soler      | Movistar Team          | + 39"       |
| 5. | Michael Woods   | Israel Start-Up Nation | + 43"       |
| 6. | Ben O'Connor    | AG2R Citroën Team      | + 45"       |
| 7. | Jon Izagirre    | Astana-Premier Tech    | + 1' 08"    |
| 8. | Lucas Hamilton  | BikeExchange           | + 1' 22"    |
| 9. | Damiano Caruso  | Bahrain Victorious     | + 1' 30"    |
| 10. | Wilco Kelderman | Bora-Hansgrohe         | + 2' 20"    |

### Pointkonkurrencen
| Pointkonkurrence | Pointkonkurrence | Pointkonkurrence      | Pointkonkurrence | Pointkonkurrence |
| Rytter           | Rytter           | Hold                  | Point            |                  |
| ---------------- | ---------------- | --------------------- | ---------------- | ---------------- |
| 1.               | Sonny Colbrelli  | Bahrain Victorious    | 98 point         |                  |
| 2.               | Marc Soler       | Movistar Team         | 77 point         |                  |
| 3.               | Magnus Cort      | EF Education-Nippo    | 76 point         |                  |
| 4.               | Peter Sagan      | Bora-Hansgrohe        | 70 point         |                  |
| 5.               | Geraint Thomas   | Ineos Grenadiers      | 69 point         |                  |
| 6.               | Richie Porte     | Ineos Grenadiers      | 54 point         |                  |
| 7.               | Stefan Bissegger | EF Education-Nippo    | 52 point         |                  |
| 8.               | Rémi Cavagna     | Deceuninck-Quick Step | 49 point         |                  |
| 9.               | Ilan Van Wilder  | Team DSM              | 48 point         |                  |
| 10.              | Fausto Masnada   | Deceuninck-Quick Step | 42 point         |                  |

### Bjergkonkurrencen
| Bjergkonkurrence | Bjergkonkurrence | Bjergkonkurrence                   | Bjergkonkurrence | Bjergkonkurrence |
| Rytter           | Rytter           | Hold                               | Point            |                  |
| ---------------- | ---------------- | ---------------------------------- | ---------------- | ---------------- |
| 1.               | Kobe Goossens    | Lotto-Soudal                       | 48 point         |                  |
| 2.               | Joel Suter       | Schweiz                            | 43 point         |                  |
| 3.               | Geraint Thomas   | Ineos Grenadiers                   | 34 point         |                  |
| 4.               | Davide Villella  | Movistar Team                      | 34 point         |                  |
| 5.               | Rein Taaramäe    | Intermarché-Wanty-Gobert Matériaux | 26 point         |                  |
| 6.               | Simon Pellaud    | Schweiz                            | 25 point         |                  |
| 7.               | Antwan Tolhoek   | Jumbo-Visma                        | 20 point         |                  |
| 8.               | Manuele Boaro    | Astana-Premier Tech                | 19 point         |                  |
| 9.               | Michael Woods    | Israel Start-Up Nation             | 18 point         |                  |
| 10.              | Robert Power     | Qhubeka Assos                      | 14 point         |                  |

### Ungdomskonkurrencen
| Ungdomskonkurrence | Ungdomskonkurrence  | Ungdomskonkurrence | Ungdomskonkurrence | Ungdomskonkurrence |
| Rytter             | Rytter              | Hold               | Tid                |                    |
| ------------------ | ------------------- | ------------------ | ------------------ | ------------------ |
| 1.                 | Thymen Arensman     | Team DSM           | 18t 02' 45"        |                    |
| 2.                 | Mattias Skjelmose   | Trek-Segafredo     | + 1' 37"           |                    |
| 3.                 | Ilan Van Wilder     | Team DSM           | + 3' 21"           |                    |
| 4.                 | Gijs Leemreize      | Jumbo-Visma        | + 9' 36"           |                    |
| 5.                 | Clément Champoussin | AG2R Citroën Team  | + 11' 54"          |                    |
| 6.                 | Felix Gall          | Team DSM           | + 12' 00"          |                    |
| 7.                 | Antonio Tiberi      | Trek-Segafredo     | + 12' 33"          |                    |
| 8.                 | Marc Hirschi        | UAE Team Emirates  | + 19' 45"          |                    |
| 9.                 | Andreas Kron        | Lotto-Soudal       | + 26' 44"          |                    |
| 10.                | Marco Brenner       | Team DSM           | + 28' 26"          |                    |

### Holdkonkurrencen
| Holdkonkurrence | Holdkonkurrence                    | Holdkonkurrence | Holdkonkurrence |
| Hold            | Hold                               | Tid             |                 |
| --------------- | ---------------------------------- | --------------- | --------------- |
| 1.              | Ineos Grenadiers                   | 54t 07' 07"     |                 |
| 2.              | Team DSM                           | + 11' 50"       |                 |
| 3.              | Jumbo-Visma                        | + 15' 59"       |                 |
| 4.              | Intermarché-Wanty-Gobert Matériaux | + 20' 33"       |                 |
| 5.              | Bahrain Victorious                 | + 20' 47"       |                 |
| 6.              | Trek-Segafredo                     | + 23' 03"       |                 |
| 7.              | Deceuninck-Quick Step              | + 23' 41"       |                 |
| 8.              | Astana-Premier Tech                | + 27' 04"       |                 |
| 9.              | Movistar Team                      | + 30' 44"       |                 |
| 10.             | Groupama-FDJ                       | + 31' 17"       |                 |

## Hold og ryttere
| UCI WorldTeams (19)- AG2R Citroën Team - Astana-Premier Tech - Bahrain Victorious - Bora-Hansgrohe - Cofidis - Deceuninck-Quick Step - EF Education-Nippo - Groupama-FDJ - Ineos Grenadiers - Intermarché-Wanty-Gobert Matériaux - Israel Start-Up Nation - Jumbo-Visma - Lotto Soudal - Movistar Team - Team BikeExchange - Team DSM - Qhubeka Assos - Trek-Segafredo - UAE Team Emirates Landshold- Schweiz |
| |

### Danske ryttere
| Danske ryttere på startlisten |                    |                        |           |
| Rygnummer                     | Rytter             | Hold                   | Placering |
| 52                            | Niklas Eg          | Trek-Segafredo         | 76        |
| 53                            | Mattias Skjelmose  | Trek-Segafredo         | 15        |
| 127                           | Mads Würtz Schmidt | Israel Start-Up Nation | 85        |
| 134                           | Mathias Norsgaard  | Movistar Team          | 115       |
| 146                           | Andreas Kron       | Lotto-Soudal           | 61        |
| 176                           | Magnus Cort        | EF Education-Nippo     | 19        |

* DNF = gennemførte ikke

### Startliste
| Ineos Grenadiers IGD | Ineos Grenadiers IGD              | Ineos Grenadiers IGD |
| -------------------- | --------------------------------- | -------------------- |
| Nr.                  | Rytter                            | Placering            |
| 1                    | Geraint Thomas (GBR)              | 1.                   |
| 2                    | Andrey Amador (CRC)               | 75.                  |
| 3                    | Rohan Dennis (AUS)                | 17.                  |
| 4                    | Owain Doull (GBR)                 | 90.                  |
| 5                    | Eddie Dunbar (IRL)                | 38.                  |
| 6                    | Filippo Ganna (ITA) (enkeltstart) | 80.                  |
| 7                    | Richie Porte (AUS)                | 2.                   |

| Deceuninck-Quick Step DQT | Deceuninck-Quick Step DQT | Deceuninck-Quick Step DQT |
| ------------------------- | ------------------------- | ------------------------- |
| Nr.                       | Rytter                    | Placering                 |
| 11                        | Fausto Masnada (ITA)      | 3.                        |
| 12                        | Mattia Cattaneo (ITA)     | 12.                       |
| 13                        | Rémi Cavagna (FRA)        | 56.                       |
| 14                        | Josef Černý (CZE)         | 91.                       |
| 15                        | Dries Devenyns (BEL)      | DNS-2                     |
| 16                        | Ian Garrison (USA)        | 104.                      |
| 17                        | Iljo Keisse (BEL)         | DNS-5                     |

| Jumbo-Visma TJV | Jumbo-Visma TJV           | Jumbo-Visma TJV |
| --------------- | ------------------------- | --------------- |
| Nr.             | Rytter                    | Placering       |
| 21              | Steven Kruijswijk (NED)   | 21.             |
| 22              | Sepp Kuss (USA)           | 14.             |
| 23              | Gijs Leemreize (NED)      | 28.             |
| 24              | Tony Martin (GER)         | 89.             |
| 25              | Christoph Pfingsten (GER) | 60.             |
| 26              | Antwan Tolhoek (NED)      | 95.             |
| 27              | Jos van Emden (NED)       | DNS-5           |

| UAE Team Emirates UAD | UAE Team Emirates UAD       | UAE Team Emirates UAD |
| --------------------- | --------------------------- | --------------------- |
| Nr.                   | Rytter                      | Placering             |
| 31                    | Marc Hirschi (SUI)          | 45.                   |
| 32                    | Rui Costa (POR) (landevej)  | 13.                   |
| 33                    | Alessandro Covi (ITA)       | 66.                   |
| 34                    | Cristian Camilo Muñoz (COL) | 43.                   |
| 35                    | Maximiliano Richeze (ARG)   | DNS-5                 |
| 36                    | Oliviero Troia (ITA)        | DNS-4                 |
| 37                    | Diego Ulissi (ITA)          | 36.                   |

| Bora-Hansgrohe BOH | Bora-Hansgrohe BOH           | Bora-Hansgrohe BOH |
| ------------------ | ---------------------------- | ------------------ |
| Nr.                | Rytter                       | Placering          |
| 41                 | Peter Sagan (SVK)            | 77.                |
| 42                 | Erik Baška (SVK)             | DNF-2              |
| 43                 | Marcus Burghardt (GER)       | 78.                |
| 44                 | Wilco Kelderman (NED)        | 10.                |
| 45                 | Jordi Meeus (BEL)            | 107.               |
| 46                 | Juraj Sagan (SVK) (landevej) | 117.               |
| 47                 | Ben Zwiehoff (GER)           | 26.                |

| Trek-Segafredo TFS | Trek-Segafredo TFS      | Trek-Segafredo TFS |
| ------------------ | ----------------------- | ------------------ |
| Nr.                | Rytter                  | Placering          |
| 51                 | Kenny Elissonde (FRA)   | 29.                |
| 52                 | Niklas Eg (DEN)         | 76.                |
| 53                 | Mattias Skjelmose (DEN) | 15.                |
| 54                 | Jacopo Mosca (ITA)      | 41.                |
| 55                 | Matteo Moschetti (ITA)  | 106.               |
| 56                 | Charlie Quaterman (GBR) | 105.               |
| 57                 | Antonio Tiberi (ITA)    | 33.                |

| Bahrain Victorious TBV | Bahrain Victorious TBV    | Bahrain Victorious TBV |
| ---------------------- | ------------------------- | ---------------------- |
| Nr.                    | Rytter                    | Placering              |
| 61                     | Damiano Caruso (ITA)      | 9.                     |
| 62                     | Phil Bauhaus (GER)        | DNF-4                  |
| 63                     | Sonny Colbrelli (ITA)     | 37.                    |
| 64                     | Jack Haig (AUS)           | 67.                    |
| 65                     | Hermann Pernsteiner (AUT) | 27.                    |
| 66                     | Jan Tratnik (SLO)         | 79.                    |
| 67                     | Stephen Williams (GBR)    | 72.                    |

| AG2R Citroën Team ACT | AG2R Citroën Team ACT     | AG2R Citroën Team ACT |
| --------------------- | ------------------------- | --------------------- |
| Nr.                   | Rytter                    | Placering             |
| 71                    | Clément Champoussin (FRA) | 30.                   |
| 72                    | Mathias Frank (SUI)       | 68.                   |
| 73                    | Alexis Gougeard (FRA)     | DNF-4                 |
| 74                    | Jaakko Hänninen (FIN)     | 71.                   |
| 75                    | Lawrence Naesen (BEL)     | 101.                  |
| 76                    | Ben O'Connor (AUS)        | 6.                    |
| 77                    | Clément Venturini (FRA)   | 59.                   |

| Astana-Premier Tech APT | Astana-Premier Tech APT                          | Astana-Premier Tech APT |
| ----------------------- | ------------------------------------------------ | ----------------------- |
| Nr.                     | Rytter                                           | Placering               |
| 81                      | Jon Izagirre (ESP)                               | 7.                      |
| 82                      | Manuele Boaro (ITA)                              | 93.                     |
| 83                      | Rodrigo Contreras (COL)                          | 50.                     |
| 84                      | Gorka Izagirre (ESP)                             | DNS-5                   |
| 85                      | Aleksej Lutsenko (KAZ) (landevej og enkeltstart) | DNS-2                   |
| 86                      | Davide Martinelli (ITA)                          | 111.                    |
| 87                      | Javier Romo (ESP)                                | 82.                     |

| BikeExchange BEX | BikeExchange BEX          | BikeExchange BEX |
| ---------------- | ------------------------- | ---------------- |
| Nr.              | Rytter                    | Placering        |
| 91               | Lucas Hamilton (AUS)      | 8.               |
| 92               | Sam Bewley (NZL)          | DNF-2            |
| 93               | Brent Bookwalter (USA)    | 63.              |
| 94               | Alexander Edmondson (AUS) | 99.              |
| 95               | Tsgabu Grmay (ETH)        | 58.              |
| 96               | Damien Howson (AUS)       | 42.              |
| 97               | Dion Smith (NZL)          | 46.              |

| Groupama-FDJ GFC | Groupama-FDJ GFC                            | Groupama-FDJ GFC |
| ---------------- | ------------------------------------------- | ---------------- |
| Nr.              | Rytter                                      | Placering        |
| 101              | Matteo Badilatti (SUI)                      | 24.              |
| 102              | Stefan Küng (SUI) (landevej og enkeltstart) | 40.              |
| 103              | Matthieu Ladagnous (FRA)                    | 74.              |
| 104              | Fabian Lienhard (SUI)                       | 108.             |
| 105              | Sébastien Reichenbach (SUI)                 | 23.              |
| 106              | Romain Seigle (FRA)                         | DNS-3            |
| 107              | Jake Stewart (GBR)                          | 83.              |

| Qhubeka Assos TQA | Qhubeka Assos TQA                 | Qhubeka Assos TQA |
| ----------------- | --------------------------------- | ----------------- |
| Nr.               | Rytter                            | Placering         |
| 111               | Sergio Henao (COL)                | 51.               |
| 112               | Sander Armée (BEL)                | 81.               |
| 113               | Carlos Barbero (ESP)              | 69.               |
| 114               | Reinardt Janse van Rensburg (RSA) | 113.              |
| 115               | Robert Power (AUS)                | 64.               |
| 116               | Dylan Sunderland (AUS)            | 97.               |
| 117               | Harry Tanfield (GBR)              | DNF-1             |

| Israel Start-Up Nation ISN | Israel Start-Up Nation ISN | Israel Start-Up Nation ISN |
| -------------------------- | -------------------------- | -------------------------- |
| Nr.                        | Rytter                     | Placering                  |
| 121                        | Michael Woods (CAN)        | 5.                         |
| 122                        | Patrick Bevin (NZL)        | DNS-3                      |
| 123                        | Guillaume Boivin (CAN)     | 102.                       |
| 124                        | Alex Dowsett (GBR)         | DNF-4                      |
| 125                        | Chris Froome (GBR)         | 96.                        |
| 126                        | Reto Hollenstein (SUI)     | 52.                        |
| 127                        | Mads Würtz Schmidt (DEN)   | 85.                        |

| Movistar Team MOV | Movistar Team MOV        | Movistar Team MOV |
| ----------------- | ------------------------ | ----------------- |
| Nr.               | Rytter                   | Placering         |
| 131               | Marc Soler (ESP)         | 4.                |
| 132               | Dario Cataldo (ITA)      | 55.               |
| 133               | Johan Jacobs (SUI)       | 100.              |
| 134               | Mathias Norsgaard (DEN)  | 115.              |
| 135               | Miguel Ángel López (COL) | 35.               |
| 136               | Albert Torres (ESP)      | 119.              |
| 137               | Davide Villella (ITA)    | 54.               |

| Lotto-Soudal LTS | Lotto-Soudal LTS       | Lotto-Soudal LTS |
| ---------------- | ---------------------- | ---------------- |
| Nr.              | Rytter                 | Placering        |
| 141              | Philippe Gilbert (BEL) | 70.              |
| 142              | Filippo Conca (ITA)    | DNF-4            |
| 143              | Steff Cras (BEL)       | 34.              |
| 144              | Kobe Goossens (BEL)    | 25.              |
| 145              | Matthew Holmes (GBR)   | 86.              |
| 146              | Andreas Kron (DEN)     | 61.              |
| 147              | Gerben Thijssen (BEL)  | 116.             |

| Cofidis COF | Cofidis COF                      | Cofidis COF |
| ----------- | -------------------------------- | ----------- |
| Nr.         | Rytter                           | Placering   |
| 151         | Jesús Herrada (ESP)              | 22.         |
| 152         | Natnael Berhane (ERI) (landevej) | 103.        |
| 153         | Tom Bohli (SUI)                  | 109.        |
| 154         | Thomas Champion (FRA)            | 94.         |
| 155         | José Herrada (ESP)               | 31.         |
| 156         | Fabio Sabatini (ITA)             | 118.        |
| 157         | Elia Viviani (ITA)               | 110.        |

| Team DSM DSM | Team DSM DSM          | Team DSM DSM |
| ------------ | --------------------- | ------------ |
| Nr.          | Rytter                | Placering    |
| 161          | Thymen Arensman (NED) | 11.          |
| 162          | Marco Brenner (GER)   | 65.          |
| 163          | Nico Denz (GER)       | DNS-4        |
| 164          | Felix Gall (AUT)      | 32.          |
| 165          | Chad Haga (USA)       | 84.          |
| 166          | Chris Hamilton (AUS)  | DNF-2        |
| 167          | Ilan Van Wilder (BEL) | 16.          |

| EF Education-Nippo EFN | EF Education-Nippo EFN            | EF Education-Nippo EFN |
| ---------------------- | --------------------------------- | ---------------------- |
| Nr.                    | Rytter                            | Placering              |
| 171                    | Tejay van Garderen (USA)          | 57.                    |
| 172                    | Stefan Bissegger (SUI)            | 88.                    |
| 173                    | Jonathan Caicedo (ECU) (landevej) | 44.                    |
| 174                    | Diego Camargo (COL)               | 73.                    |
| 175                    | Julien El Fares (FRA)             | 49.                    |
| 176                    | Magnus Cort (DEN)                 | 19.                    |
| 177                    | Neilson Powless (USA)             | 87.                    |

| Intermarché-Wanty-Gobert Matériaux IWG | Intermarché-Wanty-Gobert Matériaux IWG | Intermarché-Wanty-Gobert Matériaux IWG |
| -------------------------------------- | -------------------------------------- | -------------------------------------- |
| Nr.                                    | Rytter                                 | Placering                              |
| 181                                    | Louis Meintjes (RSA)                   | 20.                                    |
| 182                                    | Jan Bakelants (BEL)                    | 39.                                    |
| 183                                    | Jan Hirt (CZE)                         | DNF-4                                  |
| 184                                    | Riccardo Minali (ITA)                  | DNF-3                                  |
| 185                                    | Andrea Pasqualon (ITA)                 | 62.                                    |
| 186                                    | Simone Petilli (ITA)                   | 18.                                    |
| 187                                    | Rein Taaramäe (EST)                    | 47.                                    |

| Schweiz SUI | Schweiz SUI        | Schweiz SUI |
| ----------- | ------------------ | ----------- |
| Nr.         | Rytter             | Placering   |
| 191         | Simon Pellaud      | 48.         |
| 192         | Mathias Flückiger  | 53.         |
| 193         | Claudio Imhof      | 120.        |
| 194         | Matthias Reutimann | 98.         |
| 195         | Joab Schneiter     | 112.        |
| 196         | Joel Suter         | 92.         |
| 197         | Cyrille Thièry     | 114.        |

| Ineos Grenadiers IGD | Ineos Grenadiers IGD              | Ineos Grenadiers IGD |
| -------------------- | --------------------------------- | -------------------- |
| Nr.                  | Rytter                            | Placering            |
| 1                    | Geraint Thomas (GBR)              | 1.                   |
| 2                    | Andrey Amador (CRC)               | 75.                  |
| 3                    | Rohan Dennis (AUS)                | 17.                  |
| 4                    | Owain Doull (GBR)                 | 90.                  |
| 5                    | Eddie Dunbar (IRL)                | 38.                  |
| 6                    | Filippo Ganna (ITA) (enkeltstart) | 80.                  |
| 7                    | Richie Porte (AUS)                | 2.                   |

| Deceuninck-Quick Step DQT | Deceuninck-Quick Step DQT | Deceuninck-Quick Step DQT |
| ------------------------- | ------------------------- | ------------------------- |
| Nr.                       | Rytter                    | Placering                 |
| 11                        | Fausto Masnada (ITA)      | 3.                        |
| 12                        | Mattia Cattaneo (ITA)     | 12.                       |
| 13                        | Rémi Cavagna (FRA)        | 56.                       |
| 14                        | Josef Černý (CZE)         | 91.                       |
| 15                        | Dries Devenyns (BEL)      | DNS-2                     |
| 16                        | Ian Garrison (USA)        | 104.                      |
| 17                        | Iljo Keisse (BEL)         | DNS-5                     |

| Jumbo-Visma TJV | Jumbo-Visma TJV           | Jumbo-Visma TJV |
| --------------- | ------------------------- | --------------- |
| Nr.             | Rytter                    | Placering       |
| 21              | Steven Kruijswijk (NED)   | 21.             |
| 22              | Sepp Kuss (USA)           | 14.             |
| 23              | Gijs Leemreize (NED)      | 28.             |
| 24              | Tony Martin (GER)         | 89.             |
| 25              | Christoph Pfingsten (GER) | 60.             |
| 26              | Antwan Tolhoek (NED)      | 95.             |
| 27              | Jos van Emden (NED)       | DNS-5           |

| UAE Team Emirates UAD | UAE Team Emirates UAD       | UAE Team Emirates UAD |
| --------------------- | --------------------------- | --------------------- |
| Nr.                   | Rytter                      | Placering             |
| 31                    | Marc Hirschi (SUI)          | 45.                   |
| 32                    | Rui Costa (POR) (landevej)  | 13.                   |
| 33                    | Alessandro Covi (ITA)       | 66.                   |
| 34                    | Cristian Camilo Muñoz (COL) | 43.                   |
| 35                    | Maximiliano Richeze (ARG)   | DNS-5                 |
| 36                    | Oliviero Troia (ITA)        | DNS-4                 |
| 37                    | Diego Ulissi (ITA)          | 36.                   |

| Bora-Hansgrohe BOH | Bora-Hansgrohe BOH           | Bora-Hansgrohe BOH |
| ------------------ | ---------------------------- | ------------------ |
| Nr.                | Rytter                       | Placering          |
| 41                 | Peter Sagan (SVK)            | 77.                |
| 42                 | Erik Baška (SVK)             | DNF-2              |
| 43                 | Marcus Burghardt (GER)       | 78.                |
| 44                 | Wilco Kelderman (NED)        | 10.                |
| 45                 | Jordi Meeus (BEL)            | 107.               |
| 46                 | Juraj Sagan (SVK) (landevej) | 117.               |
| 47                 | Ben Zwiehoff (GER)           | 26.                |

| Trek-Segafredo TFS | Trek-Segafredo TFS      | Trek-Segafredo TFS |
| ------------------ | ----------------------- | ------------------ |
| Nr.                | Rytter                  | Placering          |
| 51                 | Kenny Elissonde (FRA)   | 29.                |
| 52                 | Niklas Eg (DEN)         | 76.                |
| 53                 | Mattias Skjelmose (DEN) | 15.                |
| 54                 | Jacopo Mosca (ITA)      | 41.                |
| 55                 | Matteo Moschetti (ITA)  | 106.               |
| 56                 | Charlie Quaterman (GBR) | 105.               |
| 57                 | Antonio Tiberi (ITA)    | 33.                |

| Bahrain Victorious TBV | Bahrain Victorious TBV    | Bahrain Victorious TBV |
| ---------------------- | ------------------------- | ---------------------- |
| Nr.                    | Rytter                    | Placering              |
| 61                     | Damiano Caruso (ITA)      | 9.                     |
| 62                     | Phil Bauhaus (GER)        | DNF-4                  |
| 63                     | Sonny Colbrelli (ITA)     | 37.                    |
| 64                     | Jack Haig (AUS)           | 67.                    |
| 65                     | Hermann Pernsteiner (AUT) | 27.                    |
| 66                     | Jan Tratnik (SLO)         | 79.                    |
| 67                     | Stephen Williams (GBR)    | 72.                    |

| AG2R Citroën Team ACT | AG2R Citroën Team ACT     | AG2R Citroën Team ACT |
| --------------------- | ------------------------- | --------------------- |
| Nr.                   | Rytter                    | Placering             |
| 71                    | Clément Champoussin (FRA) | 30.                   |
| 72                    | Mathias Frank (SUI)       | 68.                   |
| 73                    | Alexis Gougeard (FRA)     | DNF-4                 |
| 74                    | Jaakko Hänninen (FIN)     | 71.                   |
| 75                    | Lawrence Naesen (BEL)     | 101.                  |
| 76                    | Ben O'Connor (AUS)        | 6.                    |
| 77                    | Clément Venturini (FRA)   | 59.                   |

| Astana-Premier Tech APT | Astana-Premier Tech APT                          | Astana-Premier Tech APT |
| ----------------------- | ------------------------------------------------ | ----------------------- |
| Nr.                     | Rytter                                           | Placering               |
| 81                      | Jon Izagirre (ESP)                               | 7.                      |
| 82                      | Manuele Boaro (ITA)                              | 93.                     |
| 83                      | Rodrigo Contreras (COL)                          | 50.                     |
| 84                      | Gorka Izagirre (ESP)                             | DNS-5                   |
| 85                      | Aleksej Lutsenko (KAZ) (landevej og enkeltstart) | DNS-2                   |
| 86                      | Davide Martinelli (ITA)                          | 111.                    |
| 87                      | Javier Romo (ESP)                                | 82.                     |

| BikeExchange BEX | BikeExchange BEX          | BikeExchange BEX |
| ---------------- | ------------------------- | ---------------- |
| Nr.              | Rytter                    | Placering        |
| 91               | Lucas Hamilton (AUS)      | 8.               |
| 92               | Sam Bewley (NZL)          | DNF-2            |
| 93               | Brent Bookwalter (USA)    | 63.              |
| 94               | Alexander Edmondson (AUS) | 99.              |
| 95               | Tsgabu Grmay (ETH)        | 58.              |
| 96               | Damien Howson (AUS)       | 42.              |
| 97               | Dion Smith (NZL)          | 46.              |

| Groupama-FDJ GFC | Groupama-FDJ GFC                            | Groupama-FDJ GFC |
| ---------------- | ------------------------------------------- | ---------------- |
| Nr.              | Rytter                                      | Placering        |
| 101              | Matteo Badilatti (SUI)                      | 24.              |
| 102              | Stefan Küng (SUI) (landevej og enkeltstart) | 40.              |
| 103              | Matthieu Ladagnous (FRA)                    | 74.              |
| 104              | Fabian Lienhard (SUI)                       | 108.             |
| 105              | Sébastien Reichenbach (SUI)                 | 23.              |
| 106              | Romain Seigle (FRA)                         | DNS-3            |
| 107              | Jake Stewart (GBR)                          | 83.              |

| Qhubeka Assos TQA | Qhubeka Assos TQA                 | Qhubeka Assos TQA |
| ----------------- | --------------------------------- | ----------------- |
| Nr.               | Rytter                            | Placering         |
| 111               | Sergio Henao (COL)                | 51.               |
| 112               | Sander Armée (BEL)                | 81.               |
| 113               | Carlos Barbero (ESP)              | 69.               |
| 114               | Reinardt Janse van Rensburg (RSA) | 113.              |
| 115               | Robert Power (AUS)                | 64.               |
| 116               | Dylan Sunderland (AUS)            | 97.               |
| 117               | Harry Tanfield (GBR)              | DNF-1             |

| Israel Start-Up Nation ISN | Israel Start-Up Nation ISN | Israel Start-Up Nation ISN |
| -------------------------- | -------------------------- | -------------------------- |
| Nr.                        | Rytter                     | Placering                  |
| 121                        | Michael Woods (CAN)        | 5.                         |
| 122                        | Patrick Bevin (NZL)        | DNS-3                      |
| 123                        | Guillaume Boivin (CAN)     | 102.                       |
| 124                        | Alex Dowsett (GBR)         | DNF-4                      |
| 125                        | Chris Froome (GBR)         | 96.                        |
| 126                        | Reto Hollenstein (SUI)     | 52.                        |
| 127                        | Mads Würtz Schmidt (DEN)   | 85.                        |

| Movistar Team MOV | Movistar Team MOV        | Movistar Team MOV |
| ----------------- | ------------------------ | ----------------- |
| Nr.               | Rytter                   | Placering         |
| 131               | Marc Soler (ESP)         | 4.                |
| 132               | Dario Cataldo (ITA)      | 55.               |
| 133               | Johan Jacobs (SUI)       | 100.              |
| 134               | Mathias Norsgaard (DEN)  | 115.              |
| 135               | Miguel Ángel López (COL) | 35.               |
| 136               | Albert Torres (ESP)      | 119.              |
| 137               | Davide Villella (ITA)    | 54.               |

| Lotto-Soudal LTS | Lotto-Soudal LTS       | Lotto-Soudal LTS |
| ---------------- | ---------------------- | ---------------- |
| Nr.              | Rytter                 | Placering        |
| 141              | Philippe Gilbert (BEL) | 70.              |
| 142              | Filippo Conca (ITA)    | DNF-4            |
| 143              | Steff Cras (BEL)       | 34.              |
| 144              | Kobe Goossens (BEL)    | 25.              |
| 145              | Matthew Holmes (GBR)   | 86.              |
| 146              | Andreas Kron (DEN)     | 61.              |
| 147              | Gerben Thijssen (BEL)  | 116.             |

| Cofidis COF | Cofidis COF                      | Cofidis COF |
| ----------- | -------------------------------- | ----------- |
| Nr.         | Rytter                           | Placering   |
| 151         | Jesús Herrada (ESP)              | 22.         |
| 152         | Natnael Berhane (ERI) (landevej) | 103.        |
| 153         | Tom Bohli (SUI)                  | 109.        |
| 154         | Thomas Champion (FRA)            | 94.         |
| 155         | José Herrada (ESP)               | 31.         |
| 156         | Fabio Sabatini (ITA)             | 118.        |
| 157         | Elia Viviani (ITA)               | 110.        |

| Team DSM DSM | Team DSM DSM          | Team DSM DSM |
| ------------ | --------------------- | ------------ |
| Nr.          | Rytter                | Placering    |
| 161          | Thymen Arensman (NED) | 11.          |
| 162          | Marco Brenner (GER)   | 65.          |
| 163          | Nico Denz (GER)       | DNS-4        |
| 164          | Felix Gall (AUT)      | 32.          |
| 165          | Chad Haga (USA)       | 84.          |
| 166          | Chris Hamilton (AUS)  | DNF-2        |
| 167          | Ilan Van Wilder (BEL) | 16.          |

| EF Education-Nippo EFN | EF Education-Nippo EFN            | EF Education-Nippo EFN |
| ---------------------- | --------------------------------- | ---------------------- |
| Nr.                    | Rytter                            | Placering              |
| 171                    | Tejay van Garderen (USA)          | 57.                    |
| 172                    | Stefan Bissegger (SUI)            | 88.                    |
| 173                    | Jonathan Caicedo (ECU) (landevej) | 44.                    |
| 174                    | Diego Camargo (COL)               | 73.                    |
| 175                    | Julien El Fares (FRA)             | 49.                    |
| 176                    | Magnus Cort (DEN)                 | 19.                    |
| 177                    | Neilson Powless (USA)             | 87.                    |

| Intermarché-Wanty-Gobert Matériaux IWG | Intermarché-Wanty-Gobert Matériaux IWG | Intermarché-Wanty-Gobert Matériaux IWG |
| -------------------------------------- | -------------------------------------- | -------------------------------------- |
| Nr.                                    | Rytter                                 | Placering                              |
| 181                                    | Louis Meintjes (RSA)                   | 20.                                    |
| 182                                    | Jan Bakelants (BEL)                    | 39.                                    |
| 183                                    | Jan Hirt (CZE)                         | DNF-4                                  |
| 184                                    | Riccardo Minali (ITA)                  | DNF-3                                  |
| 185                                    | Andrea Pasqualon (ITA)                 | 62.                                    |
| 186                                    | Simone Petilli (ITA)                   | 18.                                    |
| 187                                    | Rein Taaramäe (EST)                    | 47.                                    |

| Schweiz SUI | Schweiz SUI        | Schweiz SUI |
| ----------- | ------------------ | ----------- |
| Nr.         | Rytter             | Placering   |
| 191         | Simon Pellaud      | 48.         |
| 192         | Mathias Flückiger  | 53.         |
| 193         | Claudio Imhof      | 120.        |
| 194         | Matthias Reutimann | 98.         |
| 195         | Joab Schneiter     | 112.        |
| 196         | Joel Suter         | 92.         |
| 197         | Cyrille Thièry     | 114.        |